# Жуков, Александр Владимирович
Александр Владимирович Жуков (род. 27 октября 1991) — российский самбист, серебряный призёр чемпионата России по боевому самбо 2010 года, серебряный призёр чемпионата Европы по боевому самбо 2010 года, кандидат в мастера спорта России. Боец смешанных единоборств. По самбо выступал во второй средней весовой категории (до 82 кг). В смешанных единоборствах по состоянию на 2013 год провёл два боя, из которых один выиграл техническим нокаутом, а один проиграл, также техническим нокаутом.

## Спортивные результаты

### Боевое самбо
- Чемпионат России по боевому самбо 2010 года — ;

### Смешанные боевые искусства
| Результат | Рекорд | Соперник        | Способ                     | Турнир                             | Дата                 | Раунд | Время | Место              | Примечание |
| --------- | ------ | --------------- | -------------------------- | ---------------------------------- | -------------------- | ----- | ----- | ------------------ | ---------- |
| Поражение | 1-1    | Дмитрий Куракин | Технический нокаут (Удары) | M-1 Belarus — Bobruisk Challenge 2 | 5 октября 2013 года  | 1     | 1:05  | Беларусь, Бобруйск |            |
| Победа    | 1-0    | Хамид Мамедов   | Технический нокаут (Удары) | M-1 Belarus — Bobruisk Challenge 1 | 23 августа 2013 года | 1     | 1:43  | Беларусь, Бобруйск |            |